# 劉寵 (東萊)
劉寵（？—？），字祖榮，東萊郡牟平縣人，東漢政治人物。齊孝王劉將閭之子牟平共侯劉渫的後代。東漢末軍閥兗州刺史劉岱和揚州刺史劉繇的伯父。

## 生平
因「明經」被推薦為孝廉，出任濟南郡東平陵縣令。後升任豫章、會稽太守。於會稽太守任上，廢除煩績苛令，禁察官吏的非法行為，政績卓著。舉戴就為孝廉。
後升職入京，山陰縣有五六位鬚眉皓白的老人，特意從鄉下遠來給他送行，每人帶了百文錢贈送他。他不肯接受，只是從許多錢中挑選一個最大的收下，故後人稱他為「一錢」。劉寵入京後，歷任宗正、大鴻臚、將作大匠、司空、司徒、太尉等職。
漢靈帝建寧二年（169年）十一月遭免職，返回鄉里，後病死於家中，葬於莒島（今烟台市牟平區養馬島）。

## 家庭
- 劉㔻，父，平原郡的般縣長。
- 劉輿，弟，山陽郡太守。
- 劉岱（－192），劉輿子，兗州刺史。
- 劉繇（156－197），劉岱弟，揚州牧。
- 劉基（185－233），劉繇子，孫吳重臣。

## 延伸阅读
[在维基数据编辑]
 《後漢書/卷76》，出自范晔《後漢書》